# Karl Heinrich Weise
Karl Heinrich Weise (alemany: Karl-Heinrich Weise)  (Gera, 24 de maig de 1909 - Kiel, 15 d'abril de 1990) va ser un matemàtic alemany.
Weise era fill d'un professor de secundària i va estudiar des de 1928 a les universitats de Leipzig i de Jena, on la qual es va doctorar el 1934. Després d'això va ser assistent a Jena i, després de la seva habilitació docent, el 1937, professor associat. El 1942 va ser nomenat professor associat de la universitat de Kiel, passant a ser el 1945 professor titular. Després de la Segona Guerra Mundial, i després de ser ell sol tot el departament de matemàtiques de la universitat, hi va reconstruir l'Institut de Matemàtiques amb Friedrich Bachmann que havia arribat a Kiel el 1949. Les seves classes en aquell moment eren molt populars i no perdia ocasió d'engrescar els seus estudiants en l'estudi dels tres problemes que més el preocupaven: el problema del nus, la conjectura de Poincaré i el problema dels quatre colors. El 1952/53 fou rector de la universitat. Va tenir un paper clau en la fundació del centre d'informàtica de la Universitat de Kiel l'any 1959 i va ser membre de la comissió governamental per la introducció de la informàtica en l'administració pública. De 1971 a 1977 va ser director de l'institut que va fundar d'informàtica i matemàtiques pràctiques. El 1977 es va jubilar. El 1978 va esdevenir senador honorari de la Universitat de Kiel.